# Núcleo accumbens
El núcleo accumbens ([TA]: nucleus accumbens septi), que significa ‘núcleo que yace sobre el septum’, es un grupo de neuronas del encéfalo, ubicadas donde el núcleo caudado y la porción anterior del putamen confluyen lateralmente con respecto al septo pelúcido.
En el núcleo accumbens se distinguen dos estructuras: zona central (core) y corteza (shell), que difieren por morfología y función.
El núcleo accumbens y el tubérculo olfatorio constituyen la parte ventral del cuerpo estriado, que forma parte de los ganglios basales.
A este núcleo se atribuye una función importante en el placer incluyendo la risa y la recompensa, así como el miedo, la agresión, la adicción y el efecto placebo por lo que se encuentra implicado en el circuito de premio-recompensa.

## Tipos celulares
El principal tipo neuronal que se encuentra en el núcleo accumbens es el correspondiente a la neurona de proyección espinosa media. El neurotransmisor generado por esas neuronas es el ácido gamma-aminobutírico (GABA), un importante inhibidor del sistema nervioso central. Dichas neuronas también comprenden la mayor proyección (output) del núcleo accumbens. Aunque este último tipo celular constituye el 95 % de los efectivos de este núcleo, pueden existir otras, como las interneuronas colinérgicas grandes no espinosas.

## Eferencias y aferencias
Las neuronas eferentes del núcleo accumbens proyectan sus axones hacia sus análogas de la parte ventral del globo pálido (pálido ventral o VP). Este a su vez proyecta hacia el núcleo medio dorsal del núcleo dorsal del tálamo, que proyecta hacia la corteza prefrontal. Entre otras eferencias del núcleo accumbens se incluyen las conexiones con la sustancia negra y la formación pontina reticular.
Las aferencias importantes del núcleo accumbens son las cortezas prefrontales asociativas, la amígdala y las neuronas dopaminérgicas, localizadas en el área tegmental ventral, que se conecta a través de la vía mesolímbica. Así pues, con frecuencia se describe al núcleo accumbens como parte del bucle cortico-estriado-tálamo-cortical.
Se conjetura que los impulsos dopaminérgicos del área tegmental ventral modulan la actividad de las neuronas del núcleo accumbens. Estas terminales dopaminérgicas provenientes del área ventral tegmental son el sitio de acción de la cocaína y la anfetamina, las cuales provocan un aumento en la liberación de dopamina en el núcleo accumbens.
Además de la cocaína y la anfetamina, se ha verificado que casi todas las drogas (heroína, morfina, nicotina) son capaces de incrementar, por diversos mecanismos, los niveles de dopamina en este núcleo.

## Trabajos de investigación
En los años 50, Olds y Milner implantaron electrodos en el área septal de ratas. Notaron que éstas elegían presionar la palanca que la estimulaba. Tal preferencia era superior a la necesidad de comer o de beber. Esto sugería que aquella área es el «centro del placer» del cerebro.
Aunque tradicionalmente se ha estudiado el nucleus accumbens por su papel en las adicciones, en recompensas como las referentes a alimentación, copulación («sexo») y los videojuegos desempeña una función similar. En un estudio se concluyó que está implicado en las emociones inducidas por la música, quizá en consecuencia con su rol mediador de liberación de la dopamina. También interviene en las pautas temporales, y se ha considerado ampliamente como la interfaz sistema límbico—motor (Mogensen).